# Болланд, Жан
Жан Болланд (фр. Jean Bolland, лат. Johannes Bollandus ; 18 августа 1596 , Жюлемон близ Эрва герцогство Брабант (ныне Валлония) — 12 сентября 1665, Антверпен) — фламандский историк церкви, агиограф, священнослужитель, иезуит.
Известен тем, что положил начало монументальному критическому изданию житий святых — Acta sanctorum (1-я часть вышла в Антверпене в 1643), продолжающемуся до настоящего времени. По имени Болланда его издатели называются болландистами.
Эта католическая конгрегация, состоящая преимущественно из учёных—иезуитов, продолжает заниматься сбором, сочинением и изданием житий святых и манускриптов. Несмотря на обширное количество биографических материалов, эта работа продолжается ими с использованием принципов исторической критики.
О жизни Болланда известно мало. С 1606 учился в иезуитском колледже в г. Маастрихте, в 1612 г. вступил в орден иезуитов; философское образование получил в семинариях ордена в Лёвене и в Антверпене. В 1614—1620 гг. преподавал гуманитарные дисциплины в иезуитских колледжах, затем изучал теологию в Левене, где в 1625 г. был рукоположён в сан священника. В 1625—1629 гг. работал префектом в колледже Мехелена.
Сбор данных о святых был начат антверпенским иезуитом Герибертом Росвейде, который собрал громадное количество манускриптов и предполагал издать жития всех святых, распределив материал на 18 частей (2 для жизнеописания Иисуса и Марии, 1 для праздников святых, 12 для их житий, 3 для мартирологов, примечаний и указаний), но успел провести только предварительные работы и в 1624 умер.
После его смерти Жан Болланд в 1630 г. по поручению генерала ордена иезуитов приступил к изданию серии «Житий святых» («Acta Sanctorum»). Благодаря прекрасному знанию истории и владению несколькими европейскими языками, кропотливой работе в библиотеках и архивах Бельгии, Франции и Англии Болланду удалось блестяще справиться с поручением: под его руководством специально учреждённый институт, действовавший под названием «Societas Bollandiana», наладил широкое сотрудничество с учёными различных европейских стран. Во время своих работ Болланд совершил ряд путешествий, изучая ранее неисследованные источники в библиотеках Италии.
Болланд, в сотрудничестве со своим помощником Годфруа Геншеном, изменил и расширил оригинальный план Acta sanctorum; он изменил списки святых по дате их смерти, включив и неподтверждённые даты (но с замечаниями), и добавил индексы, хронологии и истории для каждой главы. При жизни Болланда было издано шесть томов «Acta sanctorum», включая январь (2 т., 1643) и февраль (3 т., 1658), содержащие биографии и легенды о святых, чьи праздники пришлись на эти два месяца.
Его работа была продолжена его учениками, Геншеном и Паперброхом, а затем — более поздними агиографами.